# Carla Dik-Faber
Roelofje Klazina (Carla) Dik-Faber (Voorburg, 6 mei 1971) is een Nederlands voormalig politica namens de ChristenUnie en was van 20 september 2012 tot 31 maart 2021 Tweede Kamerlid voor deze partij. Ze zetelde ook namens de christelijke fractie in het Benelux-parlement.

## Biografie
Dik-Faber studeerde kunstgeschiedenis aan de Universiteit Utrecht. Na haar studie werkte zij onder andere als beleidsmedewerker bij de Maatschappelijke Ondernemers Groep en later als freelance kunsthistorica. Ze zat in de gemeenteraad van Veenendaal en in de Provinciale Staten van Utrecht voor ze in de Tweede Kamer kwam.
Op 16 oktober 2013 liet Dik-Faber weten dat er een Good Samaritan law moet komen zodat supermarkten niet aansprakelijk kunnen worden gesteld als ze voedsel weggeven aan de voedselbank en de doelstelling om in 2015 de voedselverspilling met 20 procent terug te dringen te kunnen halen. In dat kader van duurzaamheid droeg ze tijdens Prinsjesdag 2016 een felblauw jurkje dat designer Franciska Manuputty maakte van gerecyclede visnetten, die zijn gebruikt in de Noordzee, met een stuk zalmhuid als riem, een hoedje van zalmhuid en een polsbandje gemaakt van een stuk scholfilet. De vissenhuiden werden weggegooid in restaurants. Dezelfde gelegenheid een jaar later draagt ze hergebruikte klederdracht uit Staphorst.
Dik-Faber werd in 2015 door Vrij Nederland uitgeroepen tot meest efficiënte Kamerlid.
In oktober 2018 kwam Dik-Faber met het voorstel dat kinderen van een spermadonor niet langer 250 euro hoefden te betalen voor een DNA-test waarmee ze hun biologische vader konden vinden.
Bij haar afscheid als Kamerlid werd zij op 30 maart 2021 benoemd tot Ridder in de Orde van Oranje Nassau.

## Persoonlijk
Dik-Faber is gehuwd, heeft een adoptiedochter uit China en is lid van de Nederlands Gereformeerde Kerk.
- Parlement.com: vj0dhxie72ii